# Беролина

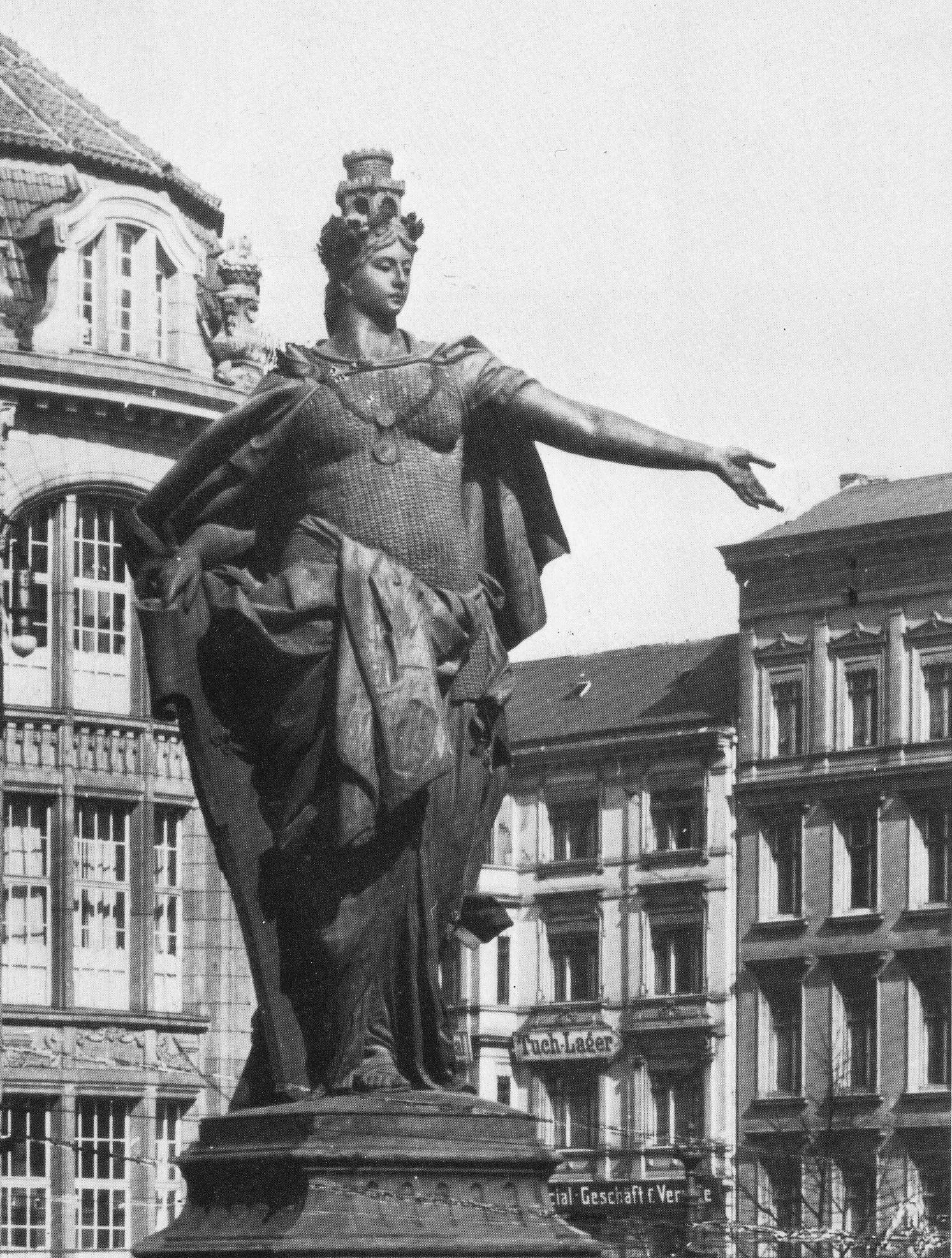
Статуя Беролины на Александерплац. Ок. 1900. Для скульптуры позировала Анна Фельгибель, модель Адольфа Менцеля, Гуго Фогеля и Рейнгольда Бегаса

Бероли́на (лат. Berolina) — позднелатинский эквивалент названия города Берлин. Беролиной также называли женскую скульптуру, символизировавшую этот город. Самым известным изображением Беролины является статуя, некогда украшавшая берлинскую площадь Александерплац.

## Статуи Беролины
Эмиль Хундризер придумал установить гипсовую статую Беролины в качестве праздничного украшения Потсдамской площади Берлина по случаю визита короля Италии Умберто в 1889 году. Статуя высотой 7,55 м представляла собой женщину в венке из листьев дуба. Прототипом для статуи послужила дочь берлинского сапожника Анна Зассе, изображённая на одной из картин в Красной ратуше.
Позднее скульптура Хундризера была выполнена в меди и установлена на Александерплац. В 1944 году она была снесена и предположительно отправлена на переплавку. Для восстановления статуи Беролины на Александерплац в 2000 году был создан фонд поддержки Wiedererstellung und Pflege der Berolina e.V..
Первая Беролина на берлинской площади появилась раньше, в 1871 году. Кайзер Вильгельм I приказал установить 11-метровую Беролину на площади Белль-Альянс-плац (ныне Мерингплац) по случаю вступления в город победивших во франко-прусской войне войск.
Название «Беролина» носят много берлинских компаний, а в прошлом под этим именем в эфир выходило много радио- и телепередач. «Беролина» и сейчас позывной радиоцентрали берлинской полиции. На Александерплац находится также здание, носящее имя Беролины, — Беролина-хаус.